# Christian Garcin
Pour les articles homonymes, voir Garcin.
Œuvres principales
- Le Vol du pigeon voyageur (2000)
- La Piste mongole (2009)
- Des femmes disparaissent (2011)
- Selon Vincent (2014)
- Les Oiseaux morts de l'Amérique (2018)

Christian Garcin, né le 8 novembre 1959 à Marseille, est un écrivain et traducteur français.

## Biographie
Christian Garcin est né en 1959 à Marseille. Son premier livre, Vidas, paraît en 1993 dans la collection "L’un et l’autre", dirigée par J.-B. Pontalis aux éditions Gallimard. Suivront ensuite fictions biographiques, poèmes, essais, récits de voyage, nouvelles, histoires pour la jeunesse, un livre de photographies, et une douzaine de romans. Il est par ailleurs traducteur de l’espagnol (Jorge-Luis Borges, Mario Benedetti) et de l’anglais (entre autres Edgar Allan Poe, Herman Melville, Charles Bukowski, Doon Arbus, E.E. Cummings, James McLaughlin). 
Il reçoit en 2012 le prix Roland-de-Jouvenel de l'Académie française pour son roman Des femmes disparaissent et le prix Roger-Caillois pour l'ensemble de son œuvre, à l'occasion de la parution de son essai Borges, de loin. 
Depuis 2022 il co-dirige avec Brice Matthieussent et Thierry Gillybœuf la collection de poésie américaine « Amériques » aux éditions du Réalgar[réf. souhaitée]. 

## Publications

### Romans
- Le Vol du pigeon voyageur, éditions Gallimard, 2000 (rééd. Folio no 3680)

Prix du Rotary international
- Sortilège, éditions Champ Vallon, 2001, rééd. 2014
- Du bruit dans les arbres, Gallimard, 2002 (rééd. Folio no 4134)
- L'Embarquement, Gallimard, 2003 (rééd. Folio no 4311)
- La Jubilation des hasards, 2005, Gallimard
- La Piste mongole, 2009, Éditions Verdier (rééd. Points/Seuil no P3195)
- Des femmes disparaissent, 2011, Éditions Verdier (rééd. Points/Seuil no P3320)

Prix Roland de Jouvenel de l'Académie française 2012 - Prix des lycéens d'Île-de-France
- Les Nuits de Vladivostok, 2013, Éditions Stock
- Selon Vincent[3], 2014, Éditions Stock (rééd. Actes Sud/Babel no 1493)
- Les Vies multiples de Jeremiah Reynolds, 2016, Éditions Stock
- Les Oiseaux morts de l'Amérique[4], 2018, Actes Sud / Babel no 1683)
- Le Bon, la Brute et le Renard, 2020, Actes Sud
- La Vie singulière de Thomas W. Higginson, 2025, Actes Sud

### Récits, nouvelles et textes brefs
- Vidas, éditions Gallimard, 1993 (rééd. Folio no 4494)
- L'Encre et la Couleur, éditions Gallimard, 1997
- Vies volées, éditions Climats, 1999 (rééd. Folio no 4494, rééd. Étonnants classiques Flammarion)
- Rien, éditions Champ Vallon, 2000 (rééd. 2014)
- Une odeur de jasmin et de sexe mêlés, éditions Flohic, 2000 (épuisé)
- Une théorie d'écrivains, éditions Théodore Balmoral, 2001 (épuisé)
- Fées, diables et salamandres, Champ Vallon, 2003
- La neige gelée ne permettait que de tout petits pas, Éditions Verdier, 2005
- Le Scorpion de Benvenuto, ed. L'Escampette, 2007
- A Budapest, éd. Circa 1924, 2007
- L'art de la natation subaquatique, éditions Marguerite Waknine, 2008 (épuisé)
- Circé ou Une agonie d'insecte, éd. Cadex, 2010
- Quand j'étais écrivain (en collaboration avec Pierre Autin-Grenier), éditions Finitude, novembre 2011
- L'étrange sérénité des fonds marins, éd. Circa 1924, 2014
- La loi des bêtes, avec des illustrations de Philippe Favier, Éditions du Chemin de fer, 2015
- Entrer dans des maisons inconnues, éditions Finitude, 2015
- Jeremiah & Jeremiah, éditions du Château des Ducs de Bretagne, 2016
- Une Odyssée pour Denver (un inédit de Norwich Restinghale), ed. Champ Vallon 2022

### Essais et approches biographiques
- Labyrinthes et Cie (sur Borges, Kafka, etc.), Éditions Verdier, 2003
- Piero ou l'Equilibre (sur la peinture de Piero della Francesca), L'Escampette, 2004, rééd. éditions Arléa poche, 2019
- J'ai grandi (évocation autobiographique), Gallimard, 2006

Prix Symboles de France
- L'Autre Monde (à partir d'un tableau de Gustave Courbet), Éditions Verdier, 2007 (épuisé)
- Borges, de loin, éd. Gallimard, coll. « L'un et l'autre », 2012, rééd. éditions Arléa poche, 2018

Prix Roger-Caillois
- Jibé (évocation de J.-B. Pontalis) éd. Arléa, 2014
- Abécédaire balzacien, éd. du Lérot, 2020  (ISBN 978-2355481505)

### Carnets de voyages
- Itinéraire chinois (une énigme) éditions L'Escampette, 2002 (rééd. poche sous le titre Carnets d'Orient, L'Escampette, 2014)
- Du Baïkal au Gobi, L'Escampette, 2008 (rééd. poche sous le titre Carnets d'Orient, L'Escampette, 2014)
- Carnet japonais, L'Escampette, 2010 (rééd. poche sous le titre Carnets d'Orient, L'Escampette, 2014)
- En descendant les fleuves / Carnets de l'Extrême-Orient russe, en collaboration avec Éric Faye, Éditions Stock, 2011 (rééd. J'ai Lu n°10538)
- Ienisseï (suivi de Russie blanche), Éditions Verdier, 2014
- Riesco, Patagonie, ed. LeLab, 2014
- Le Lausanne-Moscou-Pékin, Éditions La Baconnière, 2015
- Dans les pas d'Alexandra David-Néel - Du Tibet au Yunnan, en collaboration avec Éric Faye, Éditions Stock, 2018 (rééd. Points Aventures no P4992)
- Travelling, en collaboration avec Tanguy Viel, éditions JC Lattès 2019 (rééd. Points Aventures no P5205)
- Patagonie, dernier refuge, en collaboration avec Éric Faye, Éditions Stock, 2021, (rééd. Points Aventures no P5537), Prix des Grands Espaces 2021[5]

### Poèmes
- Les Cigarettes, éditions L'Escampette, 2000 (épuisé)
- Pierrier, éditions L'Escampette, 2003
- Poèmes américains, Éditions Finitude, 2018
- Poèmes-zuihitsu, Éditions Le Réalgar, 2024